# バンホール・A330 T
A330 Tは、かつてベルギーに存在した車両メーカーのバンホール（Van Hool）が展開したトロリーバス車両である。

## 概要
バンホールが展開したバスブランドの「A330」のうち、全長11.95 mのトロリーバス用車両として開発された形式。車内は床上高さを330 mmに抑えた低床構造になっており、車椅子用の収納式スロープや後退防止システム、駐車用のセンサー、後方確認用のカメラといった様々なバリアフリーや安全への対策が施されている。また、顧客の要望に応じてディーゼルエンジンや充電池など、架線が無い区間でも走行可能な設備の搭載も可能である。
2025年時点で、A330 Tは以下の都市に導入されている。また、これら以外にイタリアの都市・バーリ向けに3両が製造されたが、トロリーバスの路線自体が開通しなかったため営業運転に就く事は無かった。
| 国       | 都市                                  | 両数 | 備考                     |
| -------- | ------------------------------------- | ---- | ------------------------ |
| イタリア | カリャリ (カリャリ・トロリーバス)     | 10両 | ディーゼルエンジンを搭載 |
| イタリア | カリャリ (カリャリ・トロリーバス)     | 4両  | 充電池を搭載             |
| イタリア | レッチェ                              | 12両 | ディーゼルエンジンを搭載 |
| イタリア | アヴェッリーノ                        | 11両 | ディーゼルエンジンを搭載 |
| イタリア | キエーティ (キエーティ・トロリーバス) | 5両  | ディーゼルエンジンを搭載 |

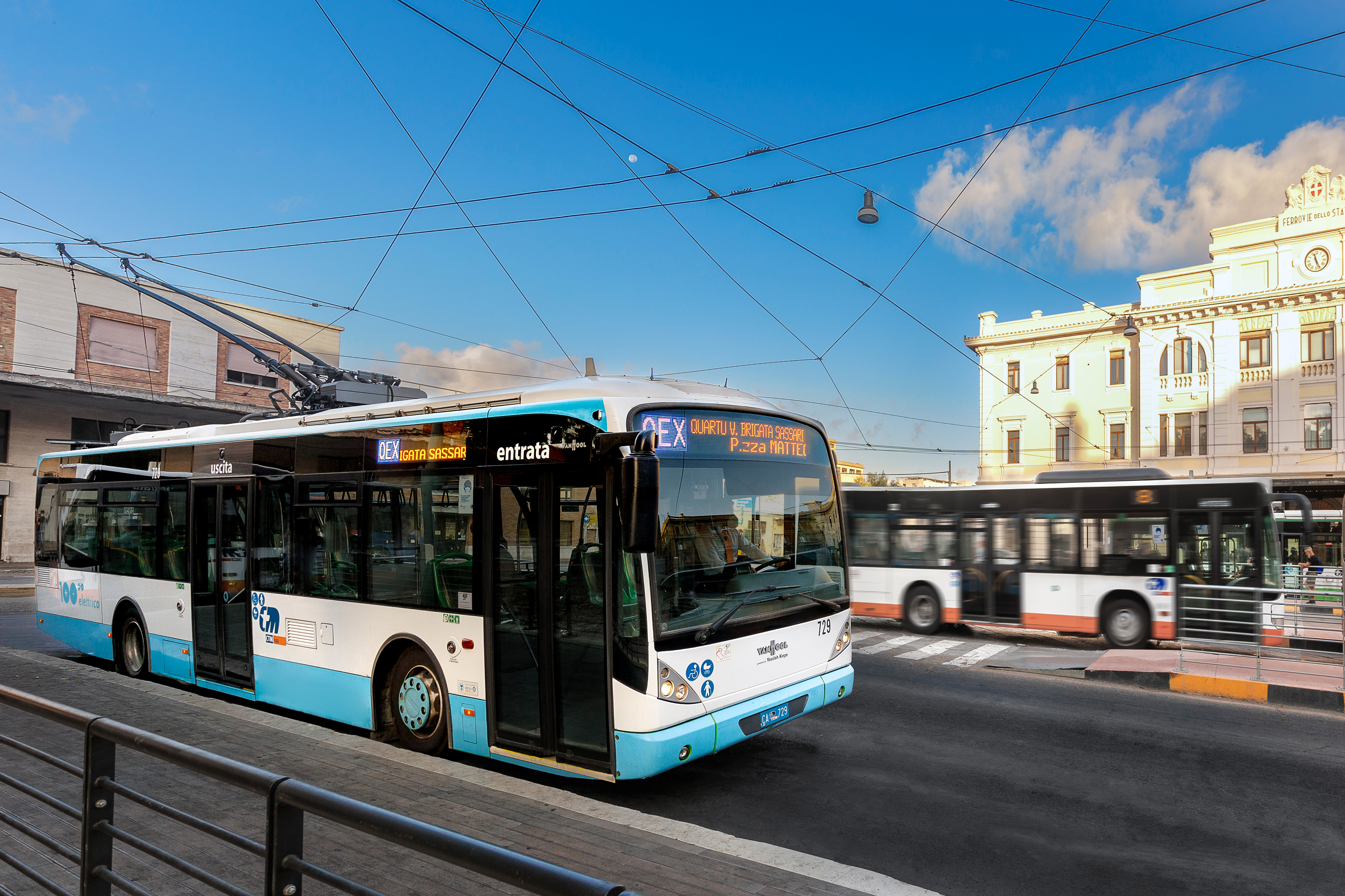
イタリア：カリャリ （2022年撮影）
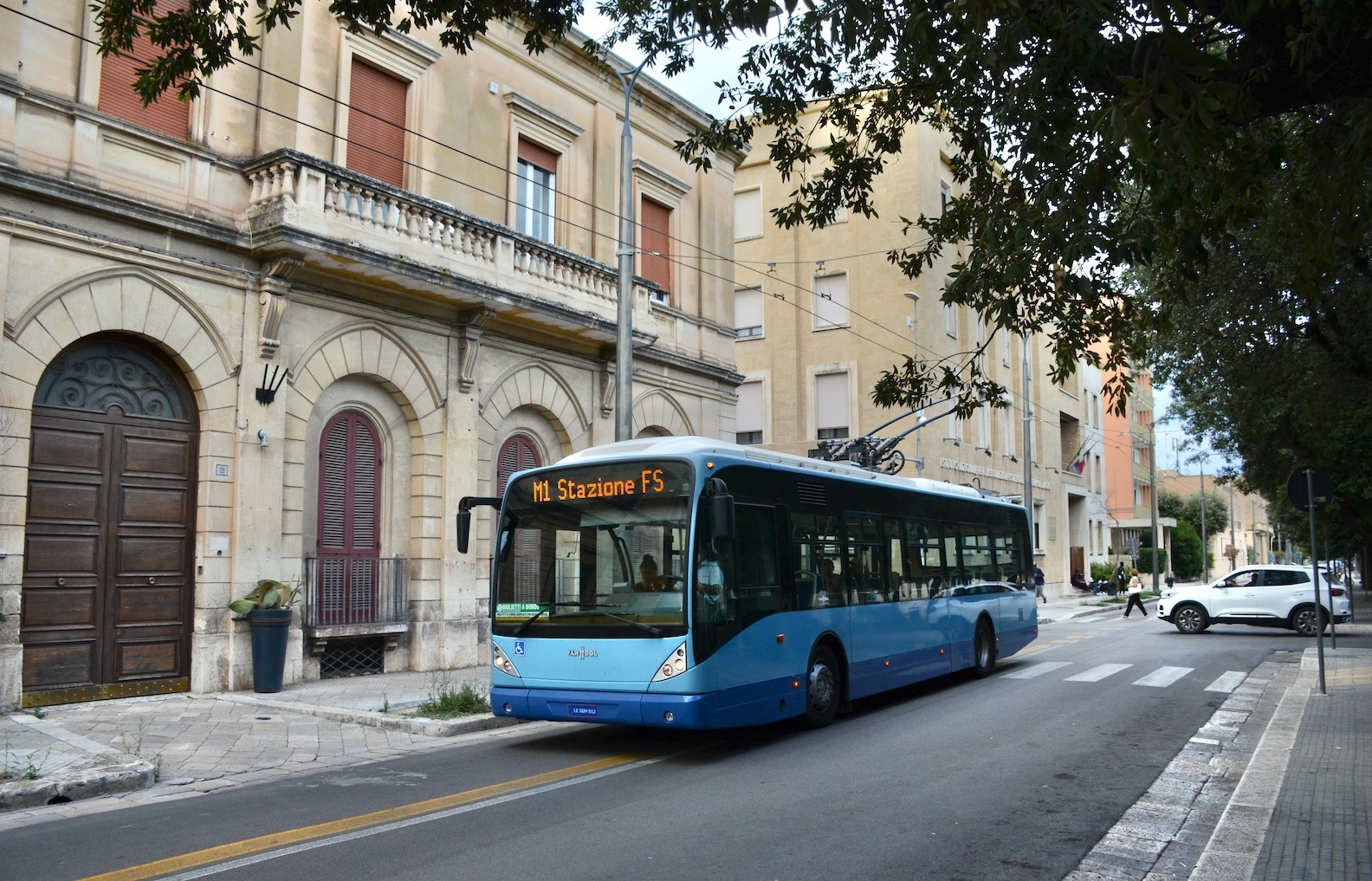
イタリア：レッチェ （2022年撮影）
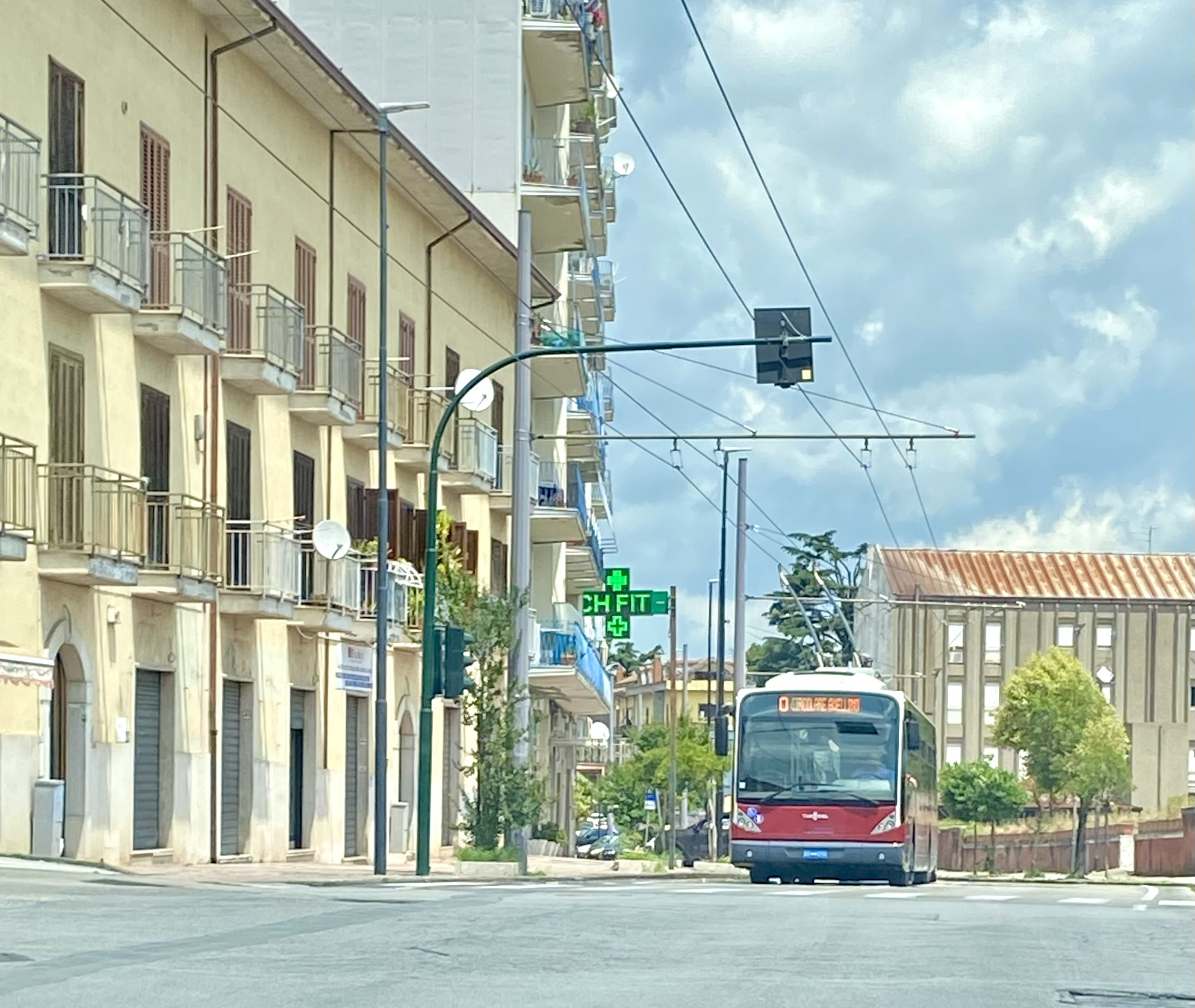
イタリア：アヴェッリーノ （2023年撮影）
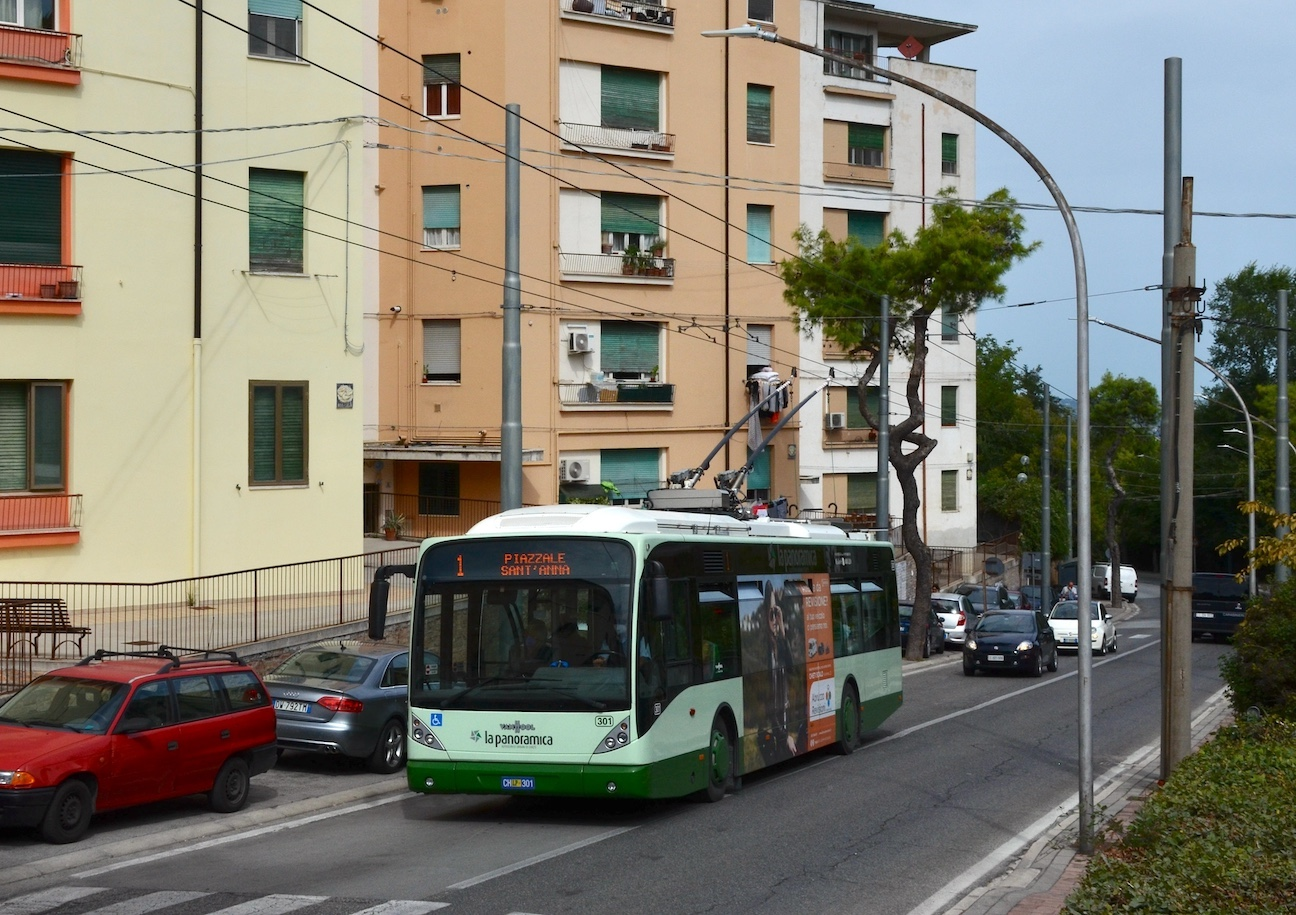
イタリア：キエーティ （2022年撮影）
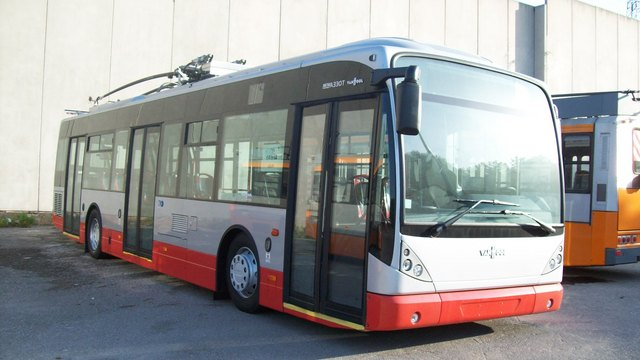
イタリア：バーリ （2023年撮影）